# زمان خورشیدی

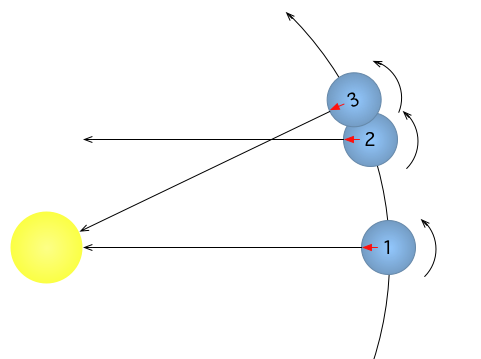
در سیاراتی مانند زمین که حرکتی پسرونده دارند، روز نجومی کوتاه‌تر از روز خورشیدی است. در زمان ۱، خورشید و ستارگان هر دو در بالای سر قرار می‌گیرند. در زمان ۲، سیاره ۳۶۰ درجه چرخیده و دوباره ستارگان در بالای سر قرار گرفته‌اند (از ۱ به ۲ = یک روز نجومی). اما تا مدت کمی بعد یعنی تا زمان ۳ خورشید دوباره در بالای سر قرار نمی‌گیرد (از ۱ به ۳ = یک روز خورشیدی). به زبان ساده‌تر از زمان ۱ تا زمان ۲ زمین یک دور کامل می‌چرخد. اما بخاطر زاویه مورد نیاز برای بازگشت به حالت ۱ از زمان ۱ تا زمان ۳ طول می‌کشد که دوباره به زمان ظهر بازگردیم.

زمان خورشیدی (به انگلیسی: Solar time) زمانی است که به وسیلهٔ حرکت ظاهری خورشید اندازه‌گیری می‌شود. یکای این اندازه‌گیری شبانه‌روز است که درحقیقت بر پایه تناوب حرکت وضعی زمین با توجه به خورشید و کهن‌ترین روش اندازه‌گیری برای بشر بوده‌است. زمان خورشیدی دوگونه ظاهری (حقیقی یا متغیر) و متوسط (میانگین یا استاندارد یا رسمی) است.
این زمان را به روش‌های گوناگونی می‌توان اندازه گرفت. برای نمونه موقعیت ظاهری خورشید در کره آسمان (کره‌ای فرضی است که با زمین هم‌مرکز است و شعاع بسیار زیادی دارد). زمان‌های محلی را نیز می‌توان با طول جغرافیایی بدست آورد.

## زمان خورشیدی متوسط
زمانی است که بر اساس سرعت متوسط جابه‌جایی خورشید در آسمان سنجیده می‌شود، به‌طوری‌که به جای خورشید، جابه‌جایی خورشید متوسط در نظر گرفته می‌شود که سرعتی ثابت دارد و بر خلاف زمان خورشیدی ظاهری، نسبت به ساعت اتمی بین‌المللی ثابت می‌ماند.
زمان خورشیدی متوسط یا استاندارد، میانگینی را بر پایه کره آسمان از طول یک روز نشان می‌دهد که در همه فصل‌های سال ثابت است.
بدلیل شتاب جزر و مدی بین زمین و ماه این مقدار میانگین، در هر سده یک چهارم هزارم ثانیه افزایش می‌یابد. (ماه شتاب زمین را کندتر و زمین شتاب ماه را زیادتر می‌کند) اختلاف بین زمان خورشیدی ظاهری و زمان خورشیدی متوسط را معادله زمان می‌گویند.

## زمان خورشیدی ظاهری
زمانی است که بر اساس جابه‌جایی خورشید در روز سنجیده می‌شود؛ ازآنجاکه سرعت جابه‌جایی ظاهری خورشید در آسمان به دلیل انحراف محور چرخش زمین و بیضوی بودن دور زمین ثابت نیست، این زمان با زمان خورشیدی متوسط کمی اختلاف دارد.
زمان خورشیدی ظاهری یا حقیقی را می‌توان با حرکت خورشید اندازه گرفت. پایه این اندازه‌گیری، فاصله زمانی‌ست که خورشید در یک روز دارد. این فاصله زمانی را می‌توان با ساعت خورشیدی یا فاصله بین دو نیم روز بدست آورد.
طول روز در زمان خورشیدی ظاهری ثابت نیست و حداکثر ممکنست تا نیم دقیقه با ۲۴ ساعت متفاوت شود و حداکثر ممکنست تا ۱۶ و نیم دقیقه نسبت به زمان میانگین در فصل‌های مختلف تفاضل پیدا کند (برای نمونه تفاضل روزانه زمان نیمروز حقیقی (ظهر) با نیمروز استاندارد یعنی ساعت ۱۲). این اختلاف به دو دلیل رخ می‌دهد:
1. از آنجا که مسیر گردش زمین بدور خورشید بیضی است نه دایره و زمین در مرکز دایره نیست سرعت حرکت زمین در مدار انتقالی با توجه به میزان نزدیکی به خورشید متفاوت می شود. هنگامی که زمین به خورشید نزدیکتر است (حضیض) تندتر و زمانی که از آن دور است (اوج) کندتر حرکت می‌کند. بدلیل اینکه سرعت گردش زمین به دور خورشید در حضیض تندتر می شود زمین در مدت زمان مساوی مسافت بیشتری از مدار خود را نسبت به زمانی که در اوج است طی می کند. بنابراین در حضیض بدلیل طی کردن مسافت بیشتر در مدار انتقالی طول روز خورشیدی نیز طولانی تر است و کمی بیشتر طول می کشد تا خورشید به موقعیت قبلی خود در آسمان باز گردد.
2. به دلیل انحراف محور زمین نسبت به استوا، سرعت حرکت ظاهری سالانه خورشید روی دائرةالبروج یکنواخت نخواهد بود. از این رو در هنگام اعتدال بهاری (اول نوروز) و اعتدال پائیزی (آغاز مهرگان)، به دلیل موازی بودن مدار ظاهری خورشید با استوا، کندتر از سرعت میانگین حرکت می‌کند و در روز نخست زمستان و تابستان، به دلیل حداکثر تفاوت مداری خورشید با استوا سرعتش بیشتر از میانگین خواهد بود.

از آنجا که مدار انتقالی زمین بیضی است و خورشید در یکی از کانون‌های آن قرار دارد، متأثر از تقاطع دو قطر و انحنای کمان ها؛ به‌طور فصلی چهار نقطه برابری بین دو زمان ظاهری (حقیقی) با متوسط (رسمی)؛ و چهار نقطه تفاضل فصلی (ناهماهنگی) بین آندو ایجاد می‌شود.
تفاضل ساعت حقیقی با رسمی در چهار روز ۲۶ فروردین، ۲۳ خرداد، ۱۰ شهریور و ۴ دی ماه در یک لحظه صفر می‌شود؛ و حداکثر تفاضل فصلی ساعت حقیقی در ۲۴ اردیبهشت ۳دقیقه و ۴۲ثانیه مثبت، در ۴ مرداد ۶دقیقه و ۳۰ثانیه منفی، در ۱۲ آبان ۱۶دقیقه و ۲۵ثانیه مثبت و در ۲۲ بهمن ۱۴دقیقه و ۱۶ثانیه منفی است.
در چهار روز اول ساعت حقیقی با رسمی در یک لحظه کاملاً منطبق می‌شوند در عین حال شبانه‌روز حقیقی حداکثر نیم دقیقه با شبانه‌روز رسمی (۲۴ساعت) تفاوت دارد. در چهار روز دوم حداکثر تفاضل فصلی دارند در عین حال در خلال روز حرکت ظاهری خورشید سرعت متوسط پیدا می‌کند و شبانه‌روز حقیقی (با تقریب ۱ ثانیه) حدود ۲۴ساعت می‌باشد.
روز حقیقی نسبت به ۲۴ساعت روز رسمی (در آغاز هر فصل) در اول فروردین ۱۸ثانیه و اول مهر ۲۱ثانیه کمتر و در اول تیر ۱۳ثانیه و اول دی ۳۰ثانیه بیشتر است.
| تاریخ       | تفاوت با ۲۴ساعت | تفاضل با ساعت متوسط       | نیمروز   |
| ----------- | --------------- | ------------------------- | -------- |
| اول فروردین | ۱۸- ثانیه       |                           | ۱۲:۰۷:۱۵ |
| ۲۶ فروردین  | ۳۰- ثانیه       | صفر (پس از نیمروز)        | ۱۲:۰۰:۰۵ |
| ۲۴ اردیبهشت | ۱ثانیه ± صفر    | ۳ دقیقه و ۴۲ ثانیه مثبتII | ۱۱:۵۶:۱۸ |
| ۲۳ خرداد    | ۳۰+ ثانیه       | صفر (کمی پس از نیمروز)    | ۱۱:۵۹:۵۹ |
| اول تیر     | ۱۳+ ثانیه       |                           | ۱۲:۰۱:۵۵ |
| ۴ مرداد     | ۱ثانیه ± صفر    | ۶ دقیقه و ۳۰ ثانیه منفیII | ۱۲:۰۶:۳۰ |
| ۱۰ شهریور   | ۳۰- ثانیه       | صفر (پس از نیمروز)        | ۱۲:۰۰:۰۲ |
| اول مهر     | ۲۱- ثانیه       |                           | ۱۱:۵۲:۲۶ |
| ۱۲ آبان     | ۱ثانیه ± صفر    | ۱۶ دقیقه و ۲۵ ثانیه مثبتI | ۱۱:۴۳:۳۵ |
| اول دی      | ۲۹+ ثانیه       |                           | ۱۱:۵۸:۳۱ |
| ۴ دی        | ۳۰+ ثانیه       | صفر (در نیمروز)           | ۱۲:۰۰:۰۰ |
| ۲۲ بهمن     | ۱ثانیه ± صفر    | ۱۴ دقیقه و ۱۶ ثانیه منفیI | ۱۲:۱۴:۱۶ |

| روز خورشیدی | روز میلادی | ظهر   | روز خورشیدی | روز میلادی | ظهر   | روز خورشیدی | روز میلادی | ظهر   |
| --- | ---------- | ----- | ----------- | ---------- | ----- | ----------- | ---------- | ----- |
| ۱ فروردین | ۲۱ مارس    | ۱۲:۰۷ | ۷ شهریور    | ۲۹ اوت     | ۱۲:۰۱ | ۲۰ آذر      | ۱۱ دسامبر  | ۱۱:۵۳ |
| ۵ فروردین | ۲۵ مارس    | ۱۲:۰۶ | ۱۰ شهریور   | ۱ سپتامبر  | ۱۲:۰۰ | ۲۲ آذر      | ۱۳ دسامبر  | ۱۱:۵۴ |
| ۸ فروردین | ۲۸ مارس    | ۱۲:۰۵ | ۱۳ شهریور   | ۴ سپتامبر  | ۱۱:۵۹ | ۲۴ آذر      | ۱۵ دسامبر  | ۱۱:۵۵ |
| ۱۲ فروردین | ۱ آوریل    | ۱۲:۰۴ | ۱۶ شهریور   | ۷ سپتامبر  | ۱۱:۵۸ | ۲۶ آذر      | ۱۷ دسامبر  | ۱۱:۵۶ |
| ۱۵ فروردین | ۴ آوریل    | ۱۲:۰۳ | ۱۹ شهریور   | ۱۰ سپتامبر | ۱۱:۵۷ | ۲۸ آذر      | ۱۹ دسامبر  | ۱۱:۵۷ |
| ۱۹ فروردین | ۸ آوریل    | ۱۲:۰۲ | ۲۲ شهریور   | ۱۳ سپتامبر | ۱۱:۵۶ | ۳۰ آذر      | ۲۱ دسامبر  | ۱۱:۵۸ |
| ۲۲ فروردین | ۱۱ آوریل   | ۱۲:۰۱ | ۲۵ شهریور   | ۱۶ سپتامبر | ۱۱:۵۵ | ۲ دی        | ۲۳ دسامبر  | ۱۱:۵۹ |
| ۲۶ فروردین | ۱۵ آوریل   | ۱۲:۰۰ | ۲۸ شهریور   | ۱۹ سپتامبر | ۱۱:۵۴ | ۴ دی        | ۲۵ دسامبر  | ۱۲:۰۰ |
| ۳۱ فروردین | ۲۰ آوریل   | ۱۱:۵۹ | ۳۰ شهریور   | ۲۱ سپتامبر | ۱۱:۵۳ | ۶ دی        | ۲۷ دسامبر  | ۱۲:۰۱ |
| ۵ اردیبهشت | ۲۵ آوریل   | ۱۱:۵۸ | ۲ مهر       | ۲۴ سپتامبر | ۱۱:۵۲ | ۸ دی        | ۲۹ دسامبر  | ۱۲:۰۲ |
| ۱۲ اردیبهشت | ۲ مه       | ۱۱:۵۷ | ۵ مهر       | ۲۷ سپتامبر | ۱۱:۵۱ | ۱۰ دی       | ۳۱ دسامبر  | ۱۲:۰۳ |
| ۲۴ اردیبهشت | ۱۴ مه      | ۱۱:۵۶ | ۸ مهر       | ۳۰ سپتامبر | ۱۱:۵۰ | ۱۲ دی       | ۲ ژانویه   | ۱۲:۰۴ |
| ۵ خرداد | ۲۶ مه      | ۱۱:۵۷ | ۱۱ مهر      | ۳ اکتبر    | ۱۱:۴۹ | ۱۴ دی       | ۴ ژانویه   | ۱۲:۰۵ |
| ۱۳ خرداد | ۳ ژوئن     | ۱۱:۵۸ | ۱۵ مهر      | ۷ اکتبر    | ۱۱:۴۸ | ۱۷ دی       | ۷ ژانویه   | ۱۲:۰۶ |
| ۱۸ خرداد | ۸ ژوئن     | ۱۱:۵۹ | ۱۸ مهر      | ۱۰ اکتبر   | ۱۱:۴۷ | ۱۹ دی       | ۹ ژانویه   | ۱۲:۰۷ |
| ۲۳ خرداد | ۱۳ ژوئن    | ۱۲:۰۰ | ۲۲ مهر      | ۱۴ اکتبر   | ۱۱:۴۶ | ۲۲ دی       | ۱۲ ژانویه  | ۱۲:۰۸ |
| ۲۸ خرداد | ۱۸ ژوئن    | ۱۲:۰۱ | ۲۷ مهر      | ۱۹ اکتبر   | ۱۱:۴۵ | ۲۴ دی       | ۱۴ ژانویه  | ۱۲:۰۹ |
| ۱ تیر | ۲۲ ژوئن    | ۱۲:۰۲ | ۴ آبان      | ۲۶ اکتبر   | ۱۱:۴۴ | ۲۷ دی       | ۱۷ ژانویه  | ۱۲:۱۰ |
| ۶ تیر | ۲۷ ژوئن    | ۱۲:۰۳ | ۱۲ آبان     | ۳ نوامبر   | ۱۱:۴۳ | ۳۰ دی       | ۲۰ ژانویه  | ۱۲:۱۱ |
| ۱۱ تیر | ۲ ژوئیه    | ۱۲:۰۴ | ۲۰ آبان     | ۱۱ نوامبر  | ۱۱:۴۴ | ۴ بهمن      | ۲۴ ژانویه  | ۱۲:۱۲ |
| ۱۷ تیر | ۸ ژوئیه    | ۱۲:۰۵ | ۲۶ آبان     | ۱۷ نوامبر  | ۱۱:۴۵ | ۹ بهمن      | ۲۹ ژانویه  | ۱۲:۱۳ |
| ۲۵ تیر | ۱۶ ژوئیه   | ۱۲:۰۶ | ۱ آذر       | ۲۲ نوامبر  | ۱۱:۴۶ | ۲۲ بهمن     | ۱۱ فوریه   | ۱۲:۱۴ |
| ۴ مرداد | ۲۶ ژوئیه   | ۱۲:۰۷ | ۴ آذر       | ۲۵ نوامبر  | ۱۱:۴۷ | ۷ اسفند     | ۲۶ فوریه   | ۱۲:۱۳ |
| ۱۴ مرداد | ۵ اوت      | ۱۲:۰۶ | ۷ آذر       | ۲۸ نوامبر  | ۱۱:۴۸ | ۱۲ اسفند    | ۳ مارس     | ۱۲:۱۲ |
| ۲۱ مرداد | ۱۲ اوت     | ۱۲:۰۵ | ۱۰ آذر      | ۱ دسامبر   | ۱۱:۴۹ | ۱۷ اسفند    | ۸ مارس     | ۱۲:۱۱ |
| ۲۶ مرداد | ا۱۷ وت     | ۱۲:۰۴ | ۱۳ آذر      | ۴ دسامبر   | ۱۱:۵۰ | ۲۱ اسفند    | ۱۲ مارس    | ۱۲:۱۰ |
| ۳۱ مرداد | ۲۲ اوت     | ۱۲:۰۳ | ۱۵ آذر      | ۶ دسامبر   | ۱۱:۵۱ | ۲۴ اسفند    | ۱۸ مارس    | ۱۲:۰۹ |
| ۳ شهریور | ۲۵ اوت     | ۱۲:۰۲ | ۱۷ آذر      | ۸ دسامبر   | ۱۱:۵۲ | ۲۸ اسفند    | ۱۹ مارس    | ۱۲:۰۸ |
| جدول فوق ظهر نصف‌النهاری تابع مبدأ زمان جهانی است. ساعت ظهر محلی، حاصل تفاضل زمانی نصف‌النهار محلی از نصف‌النهار ساعتی است (هر درجه ۴دقیقه ساعتیست). برای نمونه نصف‌النهار ساعتی ایران طول ۵۲٫۵ درجه شرقی است و تهران ۵۱٫۴ درجه شرقی؛ ظهر تهران ۴ دقیقه و ۲۴ ثانیه از جدول فوق دیرتر می‌باشد. |            |       |             |            |       |             |            |       |